# 大沙站

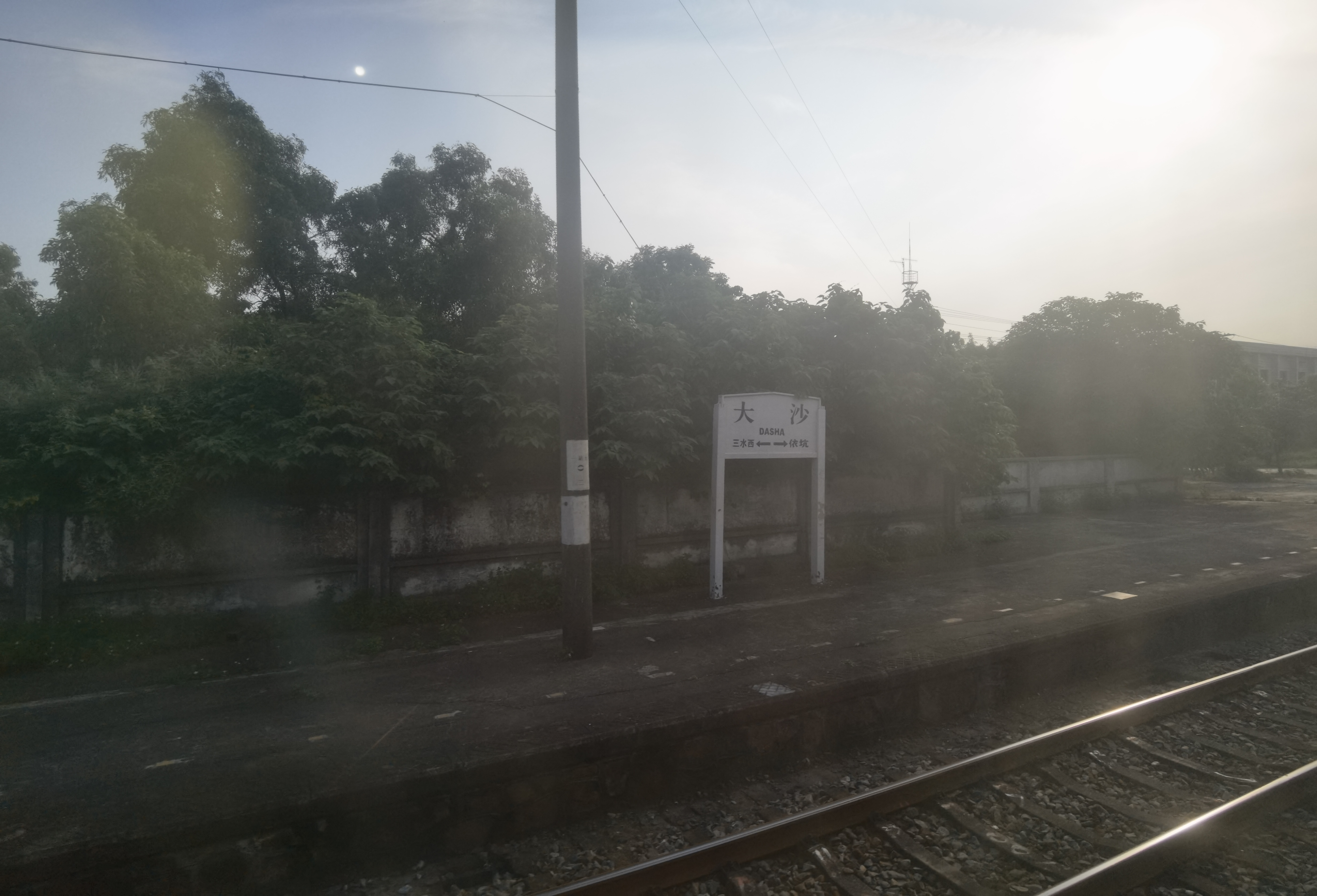
站牌

大沙站位于广东省肇庆市四会市大沙镇，是广茂铁路线上的一座四等站，于1989年投入使用。离广州站65公里，距茂名西站294公里，隶属广州铁路集团三茂铁路股份有限公司管辖。客运可办理旅客乘降及行李、包裹托运；货运可办理整车、零担货物到发，不办理危险货物到发。